# Oecophylla
Oecophylla F. Smith, 1860 è un genere di formiche della sottofamiglia Formicinae, note come formiche tessitrici, diffuse nella zona tropicale del Vecchio Mondo.

## Tassonomia
Il genere comprende tre specie viventi:
- Oecophylla longinoda (Latreille, 1802)
- Oecophylla kolhapurensis Kurane et al., 2015
- Oecophylla smaragdina (Fabricius, 1775)

## Descrizione

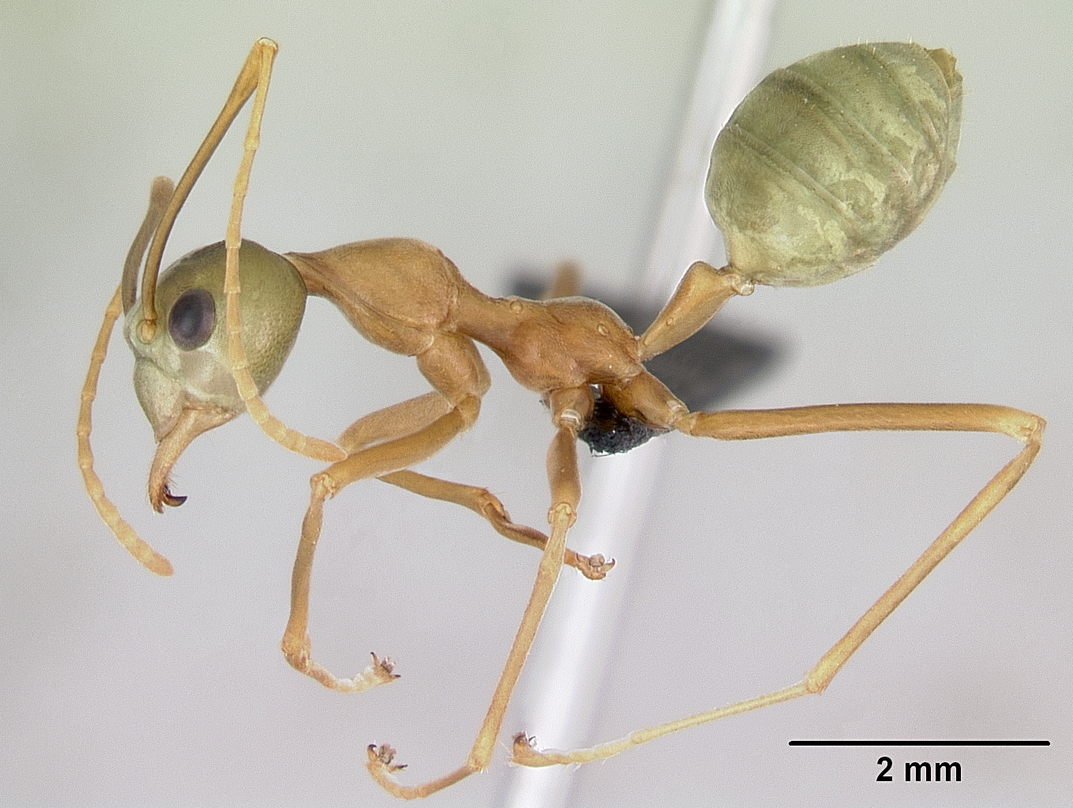
Operaia maggiore di O. smaragdina

Le operaie di Oecophylla si distinguono, in base alle dimensioni, in maggiori e minori. Le prime misurano 8–10 mm di lunghezza, le seconde circa la metà. La regina può raggiungere i 20–25 mm.
Hanno un colore che varia dal rossastro al giallastro; il capo e il gastro delle operaie di O. smaragdina possono essere verdastri. Sono dotate di grandi mandibole e di antenne lunghe e flessibili.
Caratteri comuni ad entrambe le specie sono::
- Un primo segmento funicolare molto allungato
- La presenza di lobi propodeali
- Un gastro capace di riflettersi sul mesosoma
- La presenza nei maschi di artigli vestigiali pretarsali

## Biologia

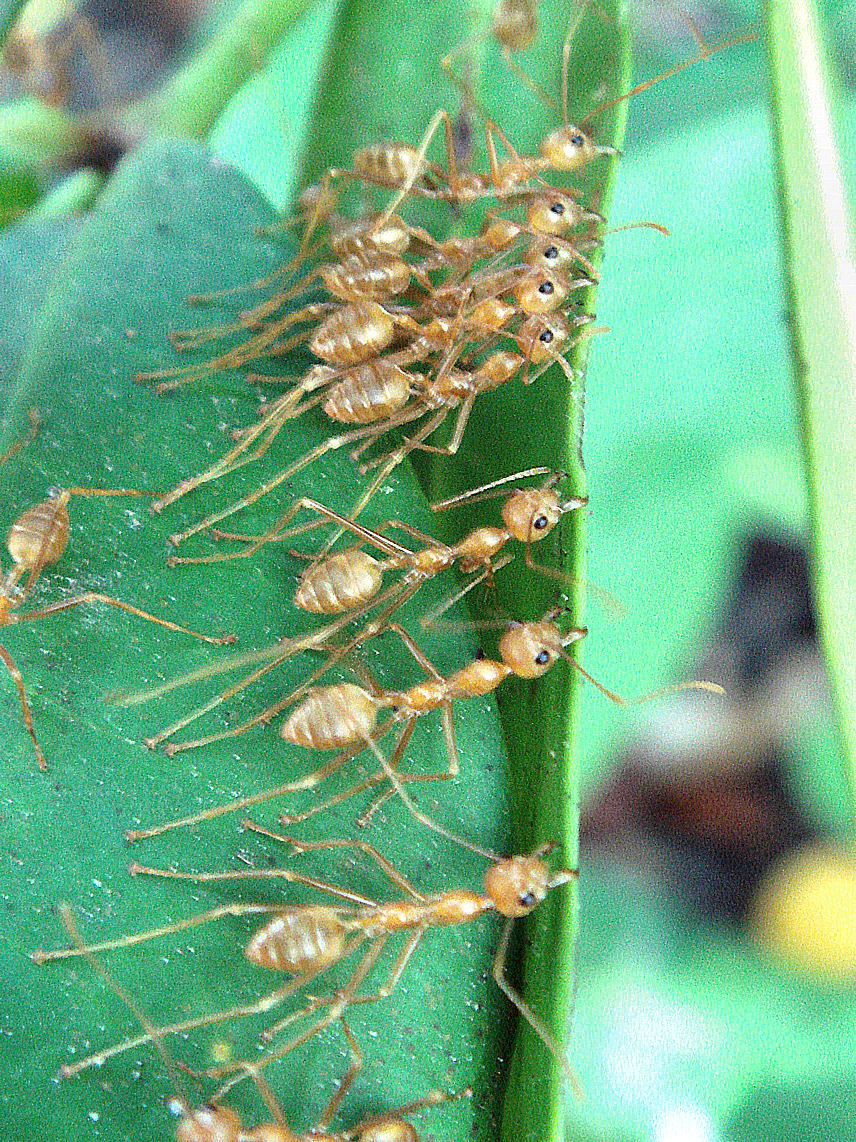
Operaie impegnate nella costruzione di un nido

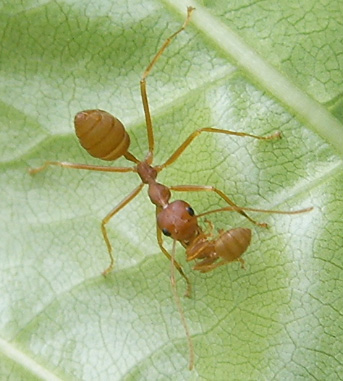
Una operaia maggiore trasposta una operaia minore.

Le specie del genere Oecophylla sono formiche arboricole che si caratterizzano per una tecnica di costruzione dei nidi molto sofisticata: le operaie formano delle lunghe catene e accostano tra di loro i lembi delle foglie, incollandoli con le secrezioni sericee prodotte dalle larve. A questa loro caratteristica si deve il nome comune di formiche tessitrici.
Formano colonie molto numerose, in genere con una singola formica regina e multipli nidi sulla stessa pianta.
Le operaie maggiori procacciano il cibo e difendono attivamente la colonia dagli intrusi, mentre le operaie minori restano all'interno dei nidi a difesa della prole. Le interazioni tra le varie operaie sono mediate da segnali chimici e tattili.
Le operaie difendono con aggressività il loro territorio contro eventuali intrusi. Sebbene manchino di pungiglione posseggono robuste mandibole con le quali possono infliggere morsi molto dolorosi, spesso accompagnati da spruzzi di acido formico.
Si nutrono di piccoli invertebrati, integrando la loro dieta con la melata prodotta dagli afidi.
Le colonie possono ospitare una vasta gamma di organismi mirmecofili, come p.es. il ragno salticida Cosmophasis bitaeniata, che riesce ad eludere la sorveglianza delle formiche grazie alla presenza di specifici composti presenti sulla cuticola che mimano quelli delle formiche..

## Distribuzione e habitat
O. longinoda
     O. smaragdina

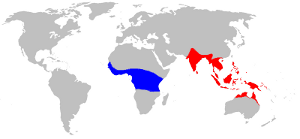
Areale del genere Oecophylla
O. longinoda
O. smaragdina

O. longinoda è diffusa nell'Africa subsahariana, O. kolhapurensis è endemica dell'India, mentre l'areale di O. smaragdina si estende dall'India meridionale, attraverso il sud-est asiatico, sino all'Australia settentrionale.